# Nick Goody
Nicholas Gunnar Goody (né le 6 juillet 1991 à Orlando, Floride, États-Unis) est un lanceur de relève droitier qui a joué pour les Yankees de New York, les Indians de Cleveland et les Rangers du Texas dans la Ligue majeure de baseball entre 2015 et 2020.

## Carrière
Nick Goody est repêché à deux reprises par les Yankees de New York. Ceux-ci le choisissent d'abord au 22e tour de sélection en 2011, mais il choisit plutôt de rejoindre les Tigers de l'université d'État de Louisiane, avant de signer son premier contrat professionnel avec les Yankees lorsqu'ils le réclament pour la seconde fois, en faisant une sélection de 6e tour en 2012. 
Il fait ses débuts dans le baseball majeur avec les Yankees le 30 juillet 2015 face aux Rangers du Texas. Il lance 34 manches et deux tiers au total pour les Yankees au cours des saisons 2015 et 2016 et sa moyenne de points mérités se chiffre à 4,67 avec 37 retraits sur des prises.
Le 20 décembre 2016, les Yankees échangent Goody aux Indians de Cleveland contre un joueur à nommer plus tard.